# 夫役
夫役（ぶやく）は、日本史上の各為政者が農民などに賦課した労働課役のこと。

## 古代
古代には律令制度の下、公民は重い夫役に苦しめられていた。根幹租税の一つである庸や雑徭、仕丁、兵士役（防人など）が挙げられる。これらの負担は結局律令制度を崩壊させ、社会システムを荘園制度へ移行することになった。

## 中世
中世には荘園制度の下、年貢と公事と呼ばれる2つの租税体系が構築された。そのうち、公事の中でも人的な賦課の部分を夫役と呼んで、その他の公事（雑公事とも呼ばれる）と区別した。
荘園領主のために仕丁や京上夫（京都にて奉仕する）・鎌倉夫（鎌倉にて奉仕する）、兵士役を務めたり、在地において炭焼夫や草刈夫・佃などを行った。
南北朝時代から室町時代にかけて、守護や地頭権限を背景に武士による押領が進み、荘園制度は崩壊していき、守護大名や幕府の支持を受けた国人による領国支配が進行し、幕府や守護大名が衰退すると、新たに戦国大名による分国支配が進行した。領民たちは守護大名や戦国大名あるいはその配下の国人によって動員され、軍夫・陣夫・人夫などとして奉仕した。また、実際の労働によって奉仕していた夫役の代銭納が行われるようになった。

## 近世
江戸時代においては、武士・百姓・町人の身分制度が確立し、夫役は百姓が負担する小物成の一種として分類された。また、宿場においては伝馬や助郷の負担を農民が負った。
幕藩領主は普請・掃除・交通などのために、領民に人足役を賦課していた。しかし、江戸時代の中期以降、代銭納化されていく傾向にある。その場合、「夫役銭」などと呼ばれる。
また、村落や町(ちょう)が、自らの共同体的な機能を維持するために住民に賦課する人足役（掃除・普請・番・荷物持ち）も「夫役」と呼ぶ場合がある。